# Solana de los Barros (kommunhuvudort)
Solana de los Barros är en kommunhuvudort i Spanien.   Den ligger i provinsen Provincia de Badajoz och regionen Extremadura, i den sydvästra delen av landet, 300 km sydväst om huvudstaden Madrid. Solana de los Barros ligger 264 meter över havet och antalet invånare är 2 608.
Terrängen runt Solana de los Barros är platt. Runt Solana de los Barros är det ganska tätbefolkat, med 116 invånare per kvadratkilometer. Närmaste större samhälle är Almendralejo, 12,3 km öster om Solana de los Barros. Trakten runt Solana de los Barros består i huvudsak av gräsmarker.